# Ракетные войска стратегического назначения СССР

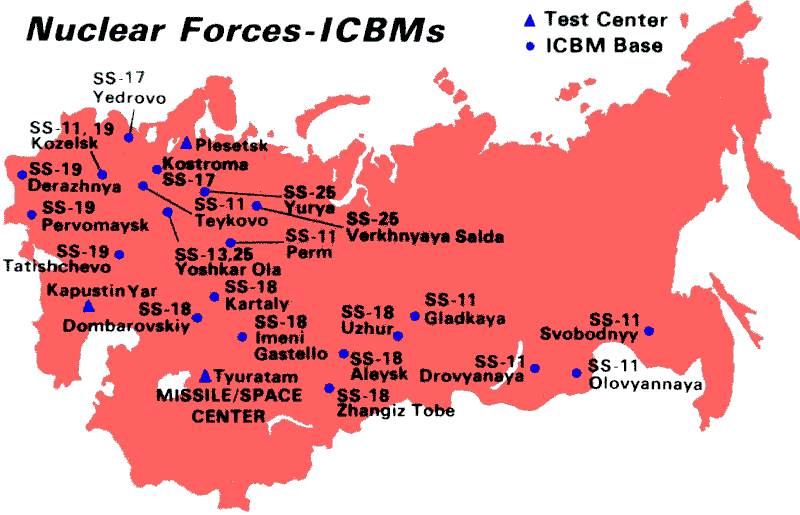
Дислокация РВСН (по данным США) в 1980 году.

Ракетные войска стратегического назначения СССР (РВСН СССР) — вид вооружённых сил СССР, составная часть Советской Армии.
Вид ВС Союза ССР оснащался стратегическим вооружением (баллистическими ракетами большой и средней дальности) и предназначался для выполнения стратегических задач. Основными свойствами РВСН были: высокая поражающая мощь; постоянная боевая готовность и точность нанесения ракетно-ядерных ударов по объектам противника; неограниченная дальность огневого поражения; способность к одновременному удару по многим стратегическим объектам, при успешном преодолении противодействия противовоздушной и противоракетной обороны; выполнение боевых задач в кратчайшие сроки; возможность маневрирования ракетно-ядерными ударами; независимость боевого применения от условий времени года, суток и погодных условий. В организационном порядке в состав РВСН входили: органы центрального управления, ракетные части, соединения и объединения; научно-исследовательские учреждения, военно-учебные заведения и части обеспечения и обслуживания. Командование видом ВС осуществлял главнокомандующий РВСН, являвшийся также заместителем министра обороны СССР.

## История

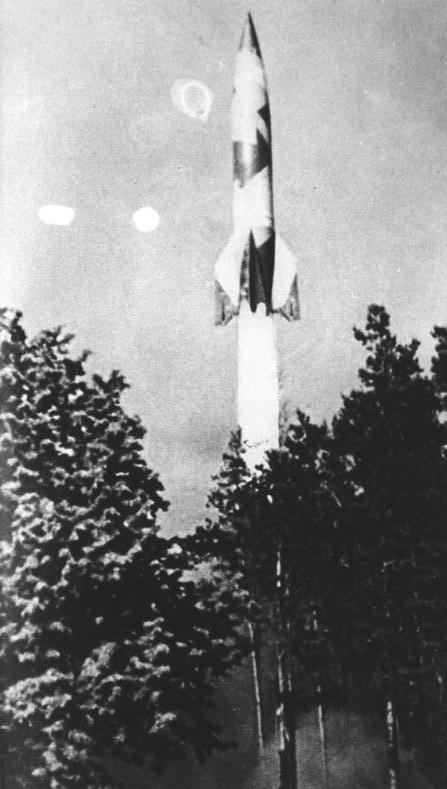
Германская ракета ФАУ-2, послужившая основой для разработки первой советской баллистической ракеты Р-1

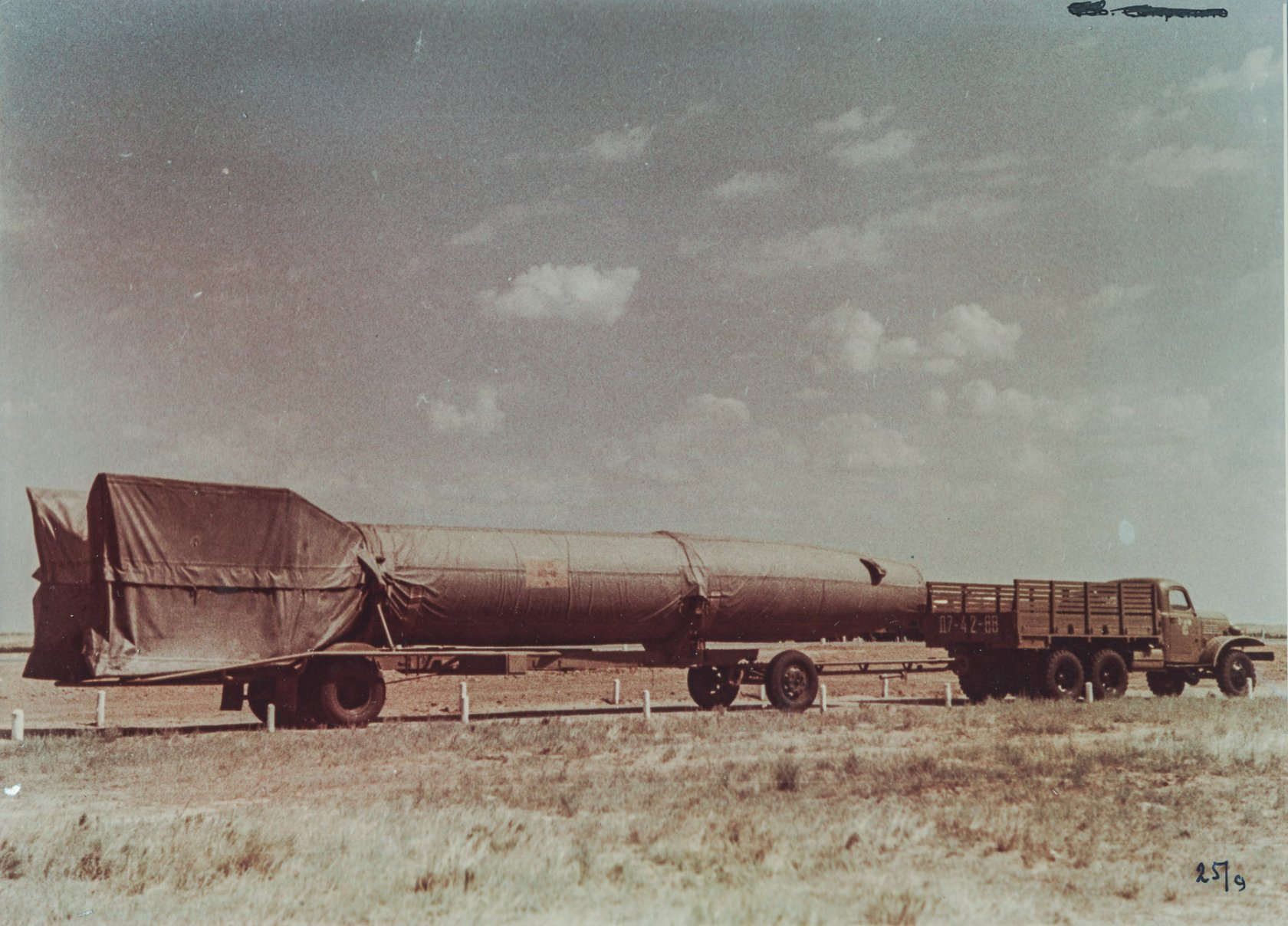
Р-2 — первая баллистическая оперативно-тактическая ракета полностью советской разработки.
1950-е годы

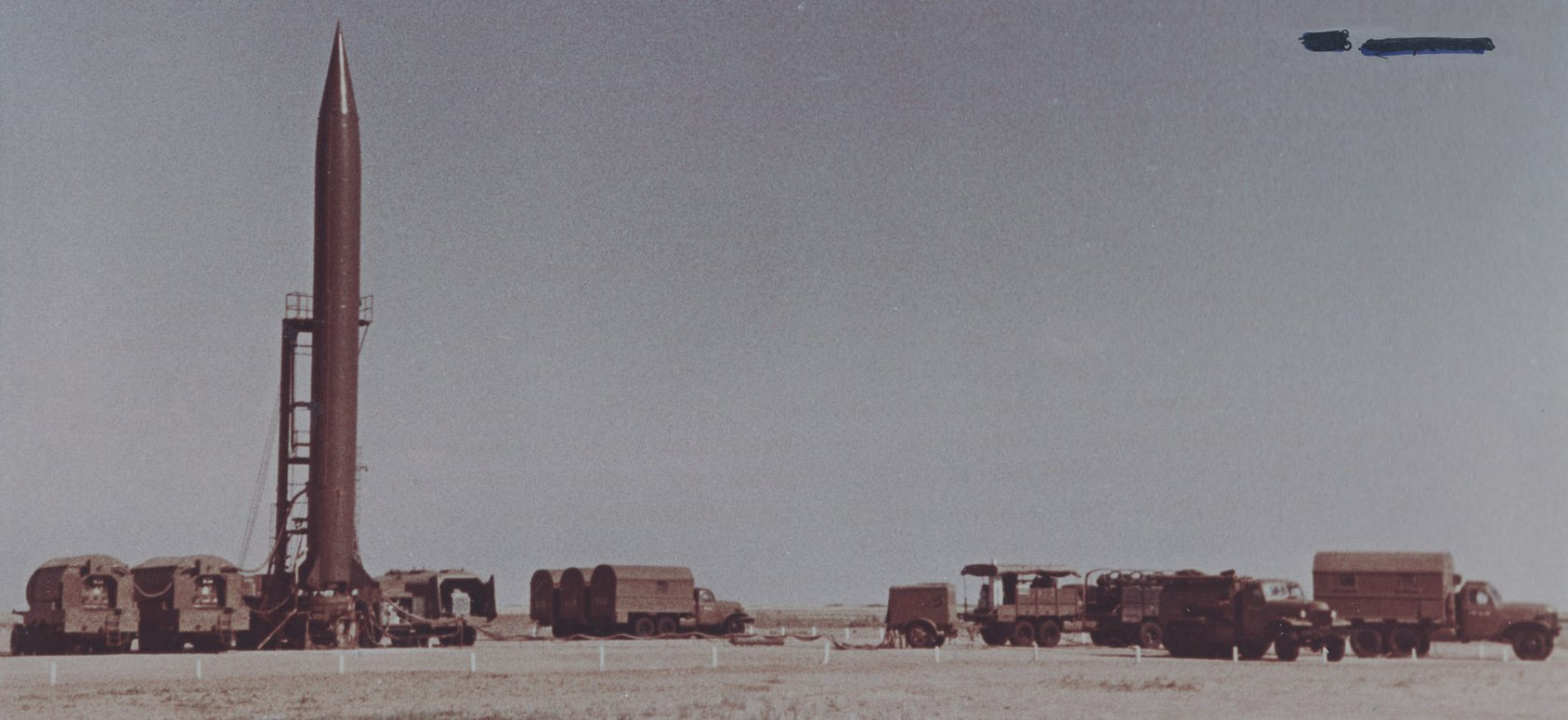
Подготовка к запуску ракеты Р-5.
1950-е годы

Баллистическая ракета средней дальности Р-12 на параде на Красной площади.
Москва. 1964 год

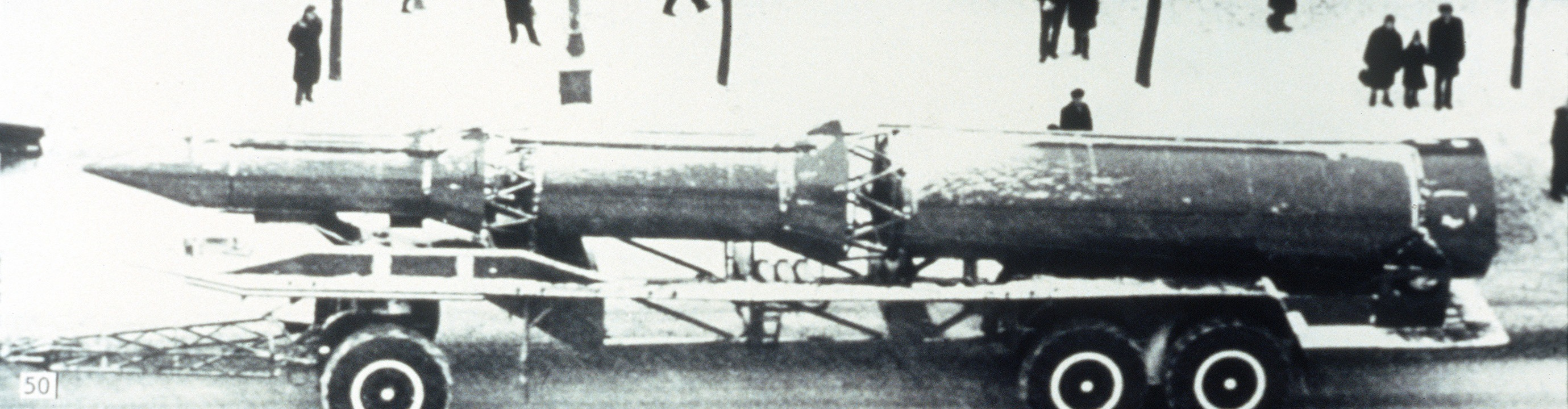
РТ-2 — первая советская МБР на твёрдом топливе, поступившая на вооружение в 1972 году

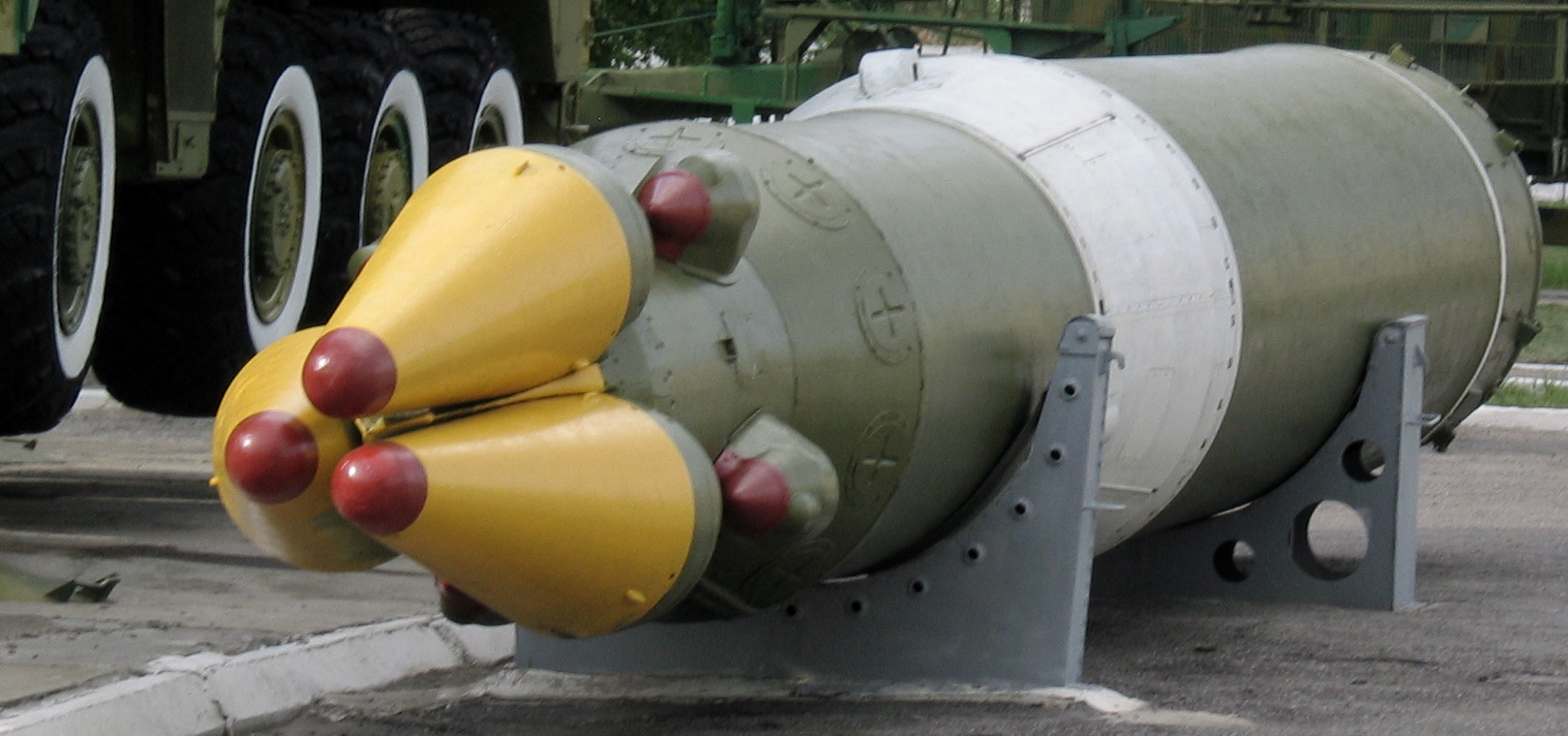
Ракета комплекса РСД-10 с разделяющимися тремя боеголовками индивидуального наведения

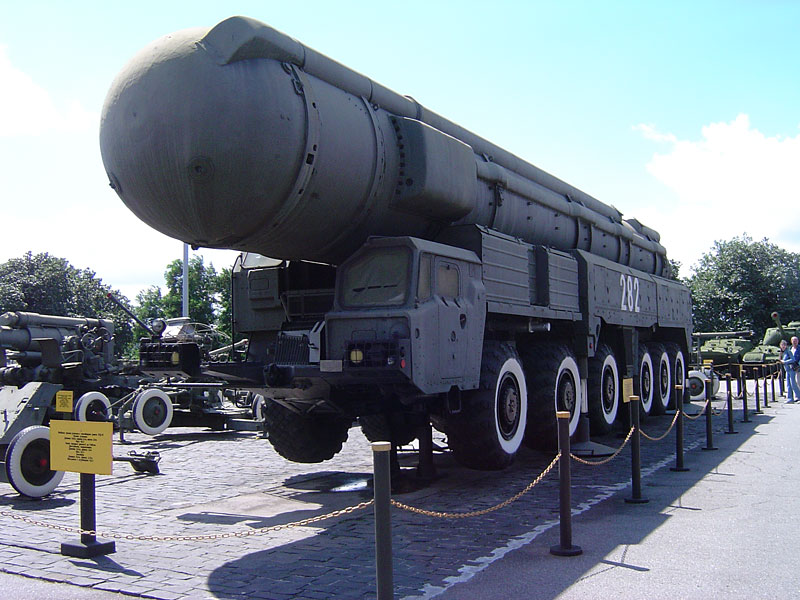
РСД-10 — первый советский мобильный ракетный комплекс поступивший на вооружение в 1976 году

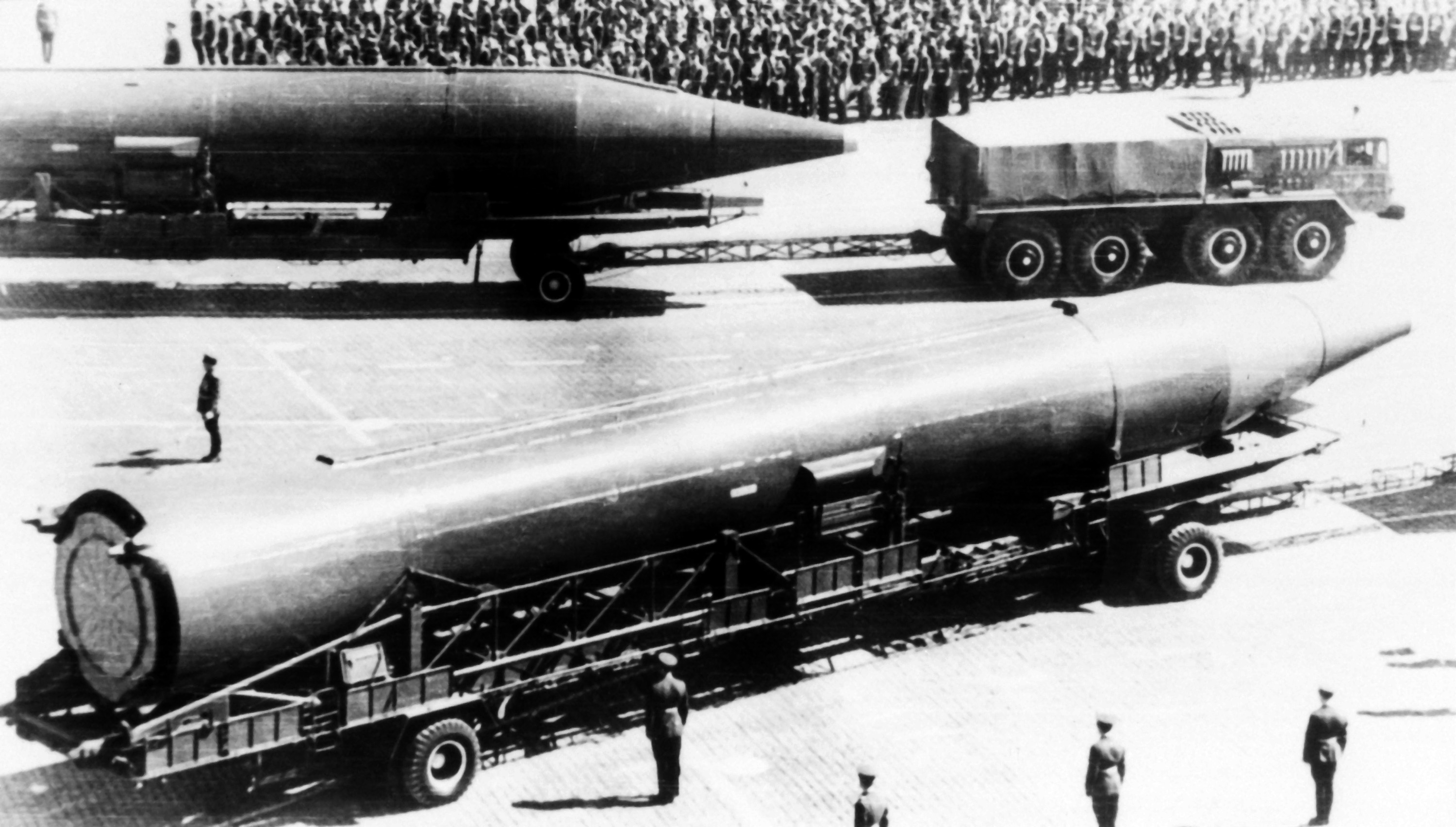
Баллистическая ракета средней дальности Р-14 на параде на Красной площади.
Москва. 1977 год

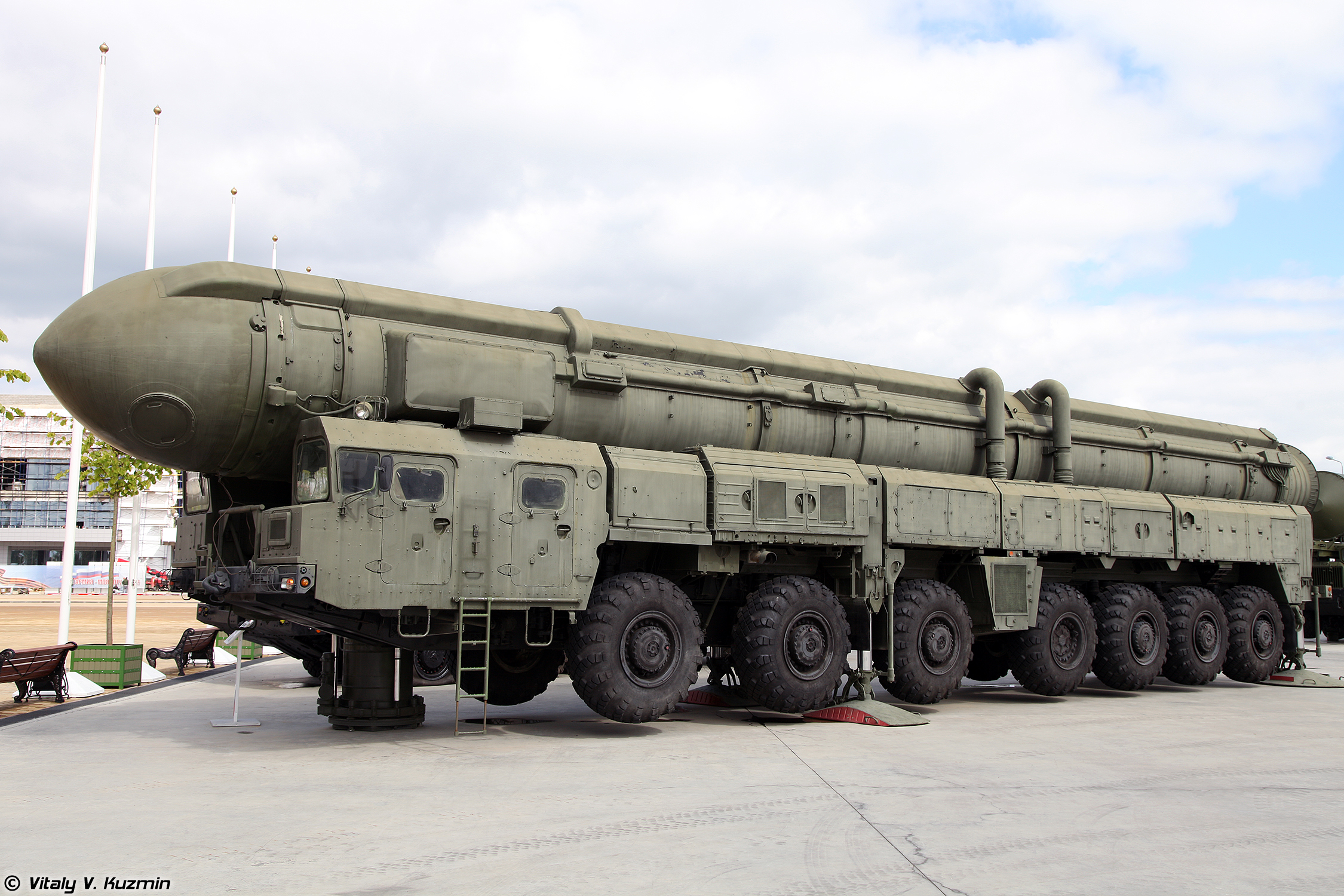
РТ-2ПМ — мобильный ракетный комплекс поступивший на вооружение в 1988 году

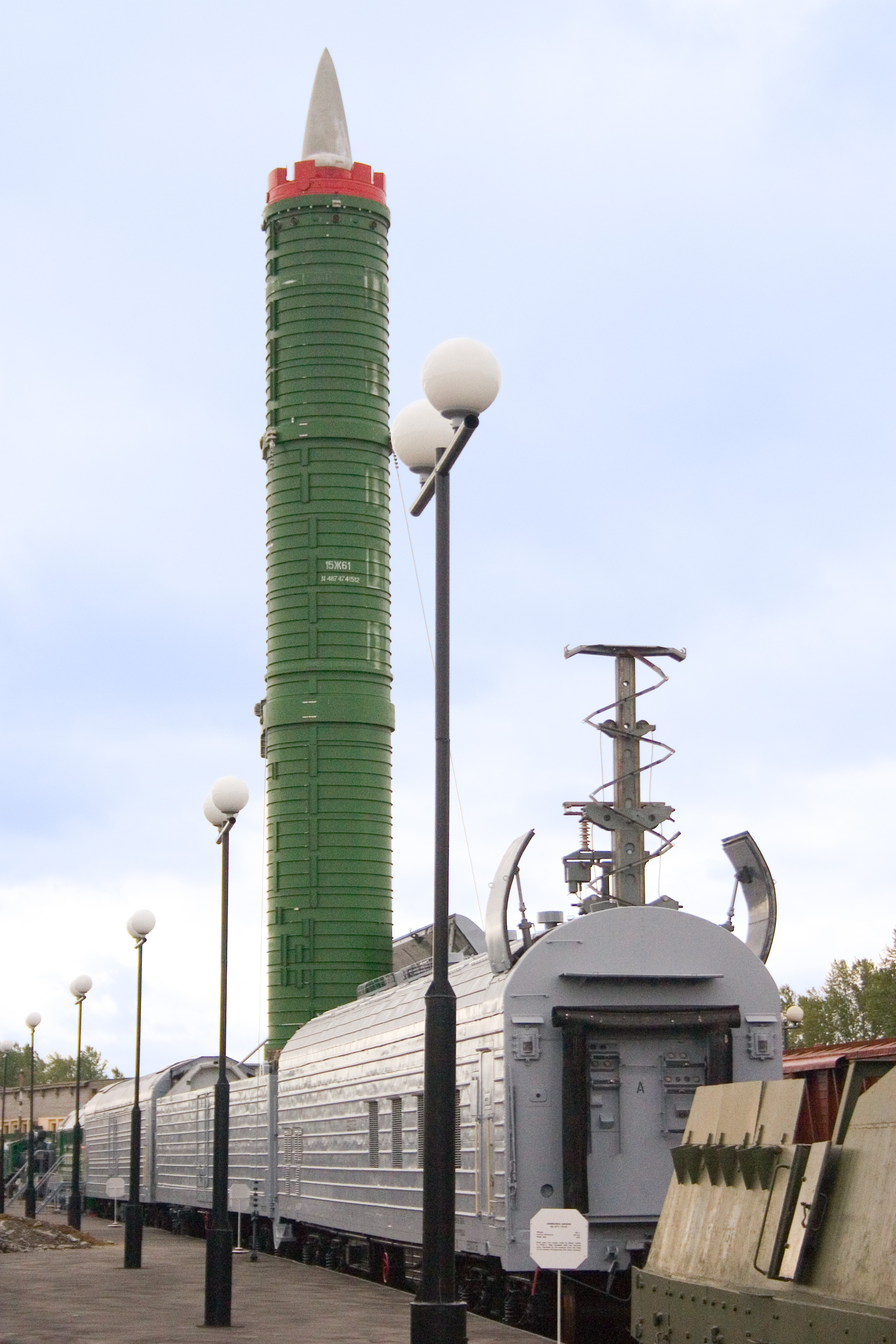
Ракетный комплекс РТ-23 УТТХ железнодорожного базирования поступивший на вооружение в 1989 году

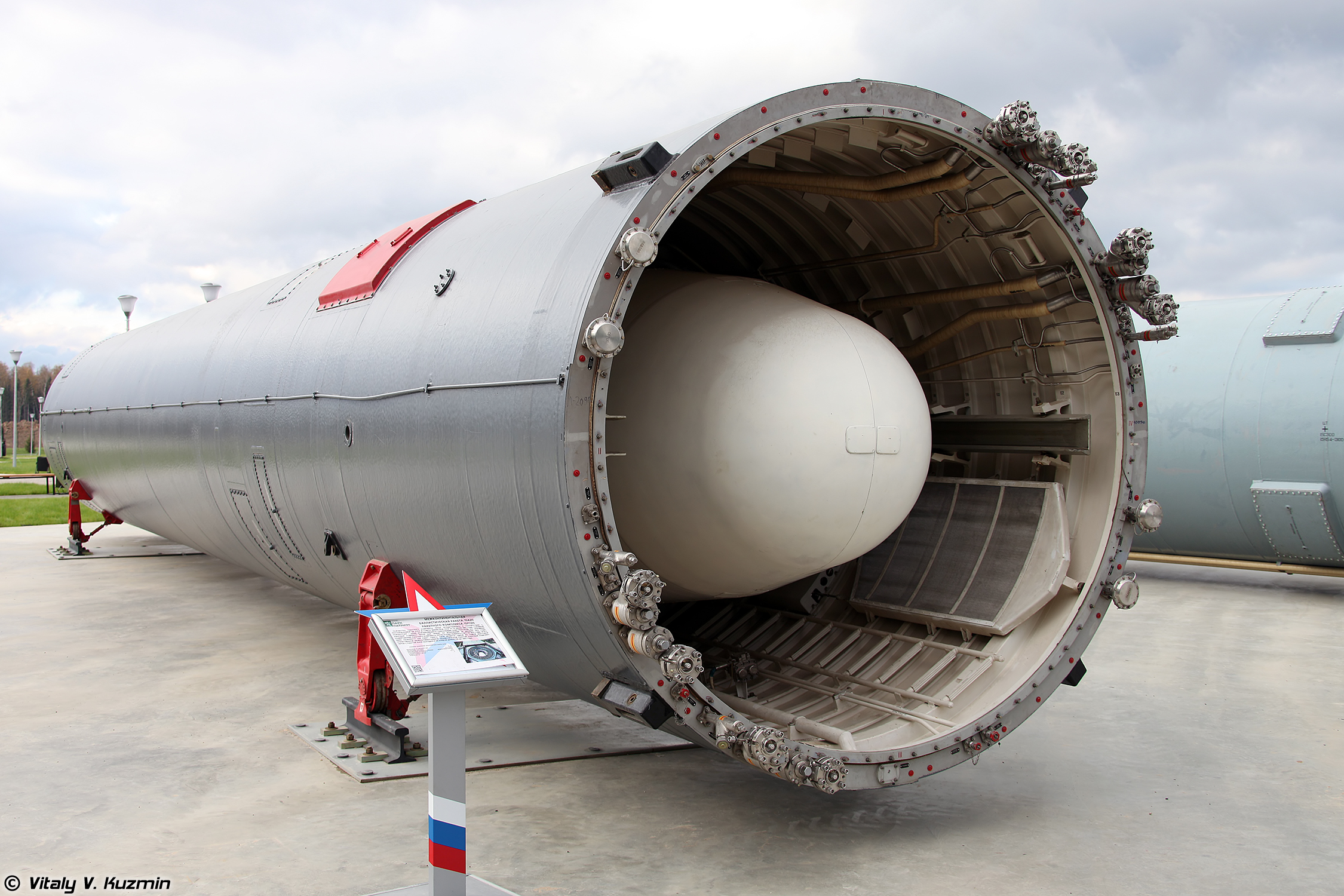
УР-100 — самый массовый ракетный комплекс шахтного базирования.
На фото ракета находится внутри транспортно-пускового контейнера

Историки рассматривают создание и развитие РВСН СССР в пяти этапах.

### 1946—1959
На первоначальном этапе в СССР велось создание ядерного оружия и разработка первых образцов управляемых баллистических ракет. В организационном плане на первом этапе были развёрнуты первые ракетные соединения имеющие на вооружении ракеты с обычным зарядом. Эти ракеты предназначались для решения оперативных задач во фронтовых операциях, а после оснащения их ядерным зарядом предполагалось их использовать для решения стратегических задач Верховного главного командования на близлежащих театрах военных действий.

#### Создание соединений
Первым соединением будущих стратегических ракетных войск стала Бригада особого назначения резерва Верховного главного командования (РВГК), сформированная 15 августа 1946 года на основе 92-го гвардейского миномётного полка. В связи с малой дальностью полёта ракет, бригада Осназ РВГК была размещена как можно ближе к вероятному противнику, представленному государствами Западной Европы, в Группе советских оккупационных войск в Германии возле города Зондерсхаузен.
Бригада находилась в прямом подчинении командующего артиллерией Советской армии ВС Союза ССР. В созданной бригаде личный состав приступил к изучению трофейной немецкой баллистической ракеты ФАУ-2 (V-2), которая получила в советской документации обозначение А-4, и предлагавшегося к ней наземного комплекса проверочно-пускового оборудования, производя попутно перевод технической документации к образцу вооружения с немецкого на русский язык.
В связи с необходимостью испытаний в августе 1947 года бригада была перебазирована на полигон Капустин Яр Астраханской области. 18 октября 1947 года в бригаде был произведён первый запуск баллистической ракеты А-4. К концу ноября было произведено уже 11 испытательных пусков ракет.
В июле 1948 года бригаде были переданы регалии 92-го гвардейского миномётного полка, после чего она получила наименование: Гомельская ордена Ленина, Краснознамённая, орденов Суворова, Кутузова и Богдана Хмельницкого бригада особого назначения РВГК.
В октябре 1950 года на базе бригады была испытана советская ракета Р-2 с отделяющейся головной частью и дальностью полёта в 590 километров.
В декабре 1950 года бригада была переименована в 22-ю особого назначения бригаду РВГК, и на её базе была создана новая 23-я бригада особого назначения РВГК, которая была передислоцирована из Капустина Яра в Камышин Сталинградской области.
В мае 1952 года в Капустином Яре были созданы ещё две бригады особого назначения: 54-я и 56-я бригады особого назначения РВГК.
В марте 1953 года произошло переименование всех соединений:
- 22-я бригада особого назначения РВГК → 72-я инженерная бригада РВГК — Капустин Яр Астраханской области;
- 23-я бригада особого назначения РВГК → 73-я инженерная бригада РВГК — г. Камышин Сталинградской области;
- 54-я бригада особого назначения РВГК → 85-я инженерная бригада РВГК — Капустин Яр Астраханской области;
- 56-я бригада особого назначения РВГК → 90-я инженерная бригада РВГК — г. Кременчуг Полтавской области.

По причине секретности термин «ракетный» в типе формирований был заменён на «инженерный». Все бригады состояли из 3-х отдельных инженерных дивизионов.
В последующем были созданы дополнительно шесть инженерных бригад:
- 77-я бригада — в марте 1953 года в селе Белокоровичах Житомирской области;
- 80-я бригада — в мае 1953 года в селе Белокоровичах Житомирской области;
- 233-я бригада — в июле 1954 года в г. Клинцах Брянской области;
- 12-я бригада — в 1959 году в н.п. Мышанке Гомельской области;
- 15-я бригада — в 1959 году в н.п. Мышанке Гомельской области;
- 22-я бригада — в 1959 году в г. Луцке Волынской области.

В соответствии с планами боевого применения, следующие бригады в разные сроки были перемещены в новые пункты дислокации:
- 72-я — к февралю 1959 года в г. Фюрстенберг (Германская Демократическая Республика), в составе ГСВГ;
- 73-я — в июле 1959 года в г. Коломыю Ивано-Франковской области.

В состав бригады входили три дивизиона, в каждом из которых было по две батареи. В каждой батарее была одна пусковая установка.

#### Подчинение бригад особого назначения (инженерных бригад)
Изначально руководство ракетными частями возлагалось на 4-е управление реактивного вооружения главного артиллерийского управления (ГАУ).
В марте 1953 года в составе Главного артиллерийского управления было создано управление заместителя командующего артиллерией Советской армии (по реактивным частям). В марте 1955 года была учреждена должность заместителя министра обороны по специальному вооружению и реактивной технике. На данную должность был назначен главный маршал артиллерии М. И. Неделин.
В 1958 году три бригады, имевшие на вооружении оперативно-тактические комплексы Р-11 (233-я, 77-я и 80-я), были переданы из подчинения управления по реактивным частям в подчинение главнокомандующему сухопутных войск.
С августа 1958 по июль 1959 года в бригадах, оставшихся в Управлении реактивных частей, изменилась штатная структура: отдельные инженерные дивизионы были развёрнуты до инженерных полков.

#### Вооружение
Заказчиком ракетного вооружения в 1946 — 1953 годах было Управление реактивного вооружения ГАУ, также известное как 4-е управление, в 1953 — 1955 годах — Управление заместителя командующего артиллерией по специальной технике, в 1955 году и до появления РВСН — Управление начальника реактивного вооружения.
Первой ракетой, принятой на вооружение, была А-4. Эти ракеты представляли собой собранные в СССР из отдельных деталей ракеты Фау-2 (V-2), вывезенные из Германии; конструкция Фау-2 послужила основой для создания ракеты Р-1, разработанной в конструкторском бюро Королёва С. П. и принятой на вооружение в 1951 году.
В 1951 году на вооружение была принята ракета полностью советской разработки Р-2 дальности полёта в 550 километров.
В 1955 году на вооружение трёх бригад поступили оперативно-тактические ракеты Р-11 с дальностью полёта в 270 километров.
В 1956 году с поступлением на вооружение ракет Р-5М был изменён штат управления бригады и штат и отдельного инженерного дивизиона.
В 1958 году на вооружение стали поступать более совершенные ракеты Р-12.

### 1959—1965 годы
Второй этап знаменателен образованием и становлением Ракетных войск стратегического назначения как самостоятельного вида вооруженных сил СССР. На этом этапе происходило развёртывание и постановка на боевое дежурство ракетных формирований межконтинентальных баллистических ракет и ракет средней дальности первого поколения, которые были способны решать стратегические задачи в удалённых географических районах и на любых театрах военных действий.
Одновременно решался вопрос и о новых организационных формах построения и применения ракетных частей. В ноябре—декабре 1957 года в Генеральном штабе Вооруженных Сил СССР прошёл ряд совещаний высшего военного руководства, на которых по заданию ЦК КПСС были выработаны основные направления дальнейшего развития баллистических ракет. Было решено формировать новые ракетные части в составе сухопутных войск и ВВС. Но стремительное развитие ракетных частей и необходимость широкомасштабного строительства пусковых комплексов, пунктов управления, баз хранения и т.д. показало, что это решение оказалось лишь временным явлением и параллельность в работе необходимо устранять. В 1959 году велась оживлённая дискуссия, развивать ли ракетные части в составе ВВС (эту точку зрения защищали К. А. Вершинин, В. А. Судец и на начальном этапе маршал В. Д. Соколовский) или создавать новый род войск (эту идею обосновывали М. А. Никольский, А. И. Семёнов и А. Г. Мрыкин). После долгих споров вторую точку зрения поддержал Н. С. Хрущёв.

#### Образование РВСН
Постановлением совета министров СССР от 17 декабря 1959 года, выделением из артиллерии Советской армии, был создан новый вид вооружённых сил — Ракетные войска стратегического назначения (РВСН). Дислокация главного штаба РВСН была определена в городе Одинцово Московской области.
В состав РВСН вошли следующие военные учреждения и организации:
- Главное управление специального строительства (создано в 1951 году);
- Главное управление ракетного вооружения;
- Главное управление комплектования и оборудования;
- 12-е главное управление министерства обороны СССР (занималось арсеналами вооружения);
- Управление боевой подготовки;
- Управление военно-учебных заведений;
- Управление тыла;
- Центральный командный пункт;
- Главное инженерное управление (создано в 1961 году);
- Центральный узел связи, созданный (создан в 1961 году);
- Центральный вычислительный центр (создан в 1961 году);
- Главное управление эксплуатации ракетного вооружения (создано в 1964 году).

#### Организационно-штатные реформы
В 1960 году начался одновременный процесс создания ракетных бригад, ракетных дивизий и ракетных армий.
В мае 1960 года была создана 21 ракетная бригада с различным вооружением: 15 бригад с ракетами Р-16, 4 бригады с ракетами Р-12 и 2 бригады со смешанным вооружением.
Все созданные ракетные бригады на Р-16 имели полковую структуру и следующий одинаковый состав:
- управление бригады;
- 4 ракетных полка (рп);
- подвижная ремонтно-техническая база (ртб).

Ракетные дивизии начали создаваться с июня 1960 года. Всего за 1960 год было сформировано 10 ракетных дивизий. Для создания управлений ракетных дивизий были использованы управления ранее созданных инженерных бригад РВГК, управления авиационных дивизий и в некоторых случаях управления артиллерийских дивизий прорыва РВГК.
Для управления множеством дивизий и бригад были созданы два типа объединений: отдельные ракетные корпуса и ракетные армии.
Две ракетные армии были созданы в 1960 году: 43-я ракетная армия и 50-я ракетная армия, управление которых было сформировано на основе воздушных армий Дальней авиации с сохранением общевоинских номеров объединений.
Отдельные ракетные корпуса создавались в период с 1961 по 1965 год. Всего было создано 7 корпусов: 5 в 1961 году и 2 в 1965 году. С целью сохранения секретности все создаваемые управления ракетных корпусов первоначально носили название «учебный артиллерийский полигон». В свою очередь, основой для создания управлений учебных артиллерийских полигонов, которые начали создаваться с 1959 года, послужили управления мотострелковых и артиллерийских дивизий. В феврале 1961 года все учебные артиллерийские полигоны были переименованы в управления отдельных ракетных корпусов.
В мае 1961 года все ракетные бригады числом 21, созданные годом ранее, были переформированы в ракетные дивизии. Дополнительно в тот же месяц были сформированы ещё 3 ракетные дивизии.
В июле 1962 года в рамках операции «Анадырь» была создана 51-я ракетная дивизия, которая была размещена на острове Куба.
В 1964 году были созданы 5 ракетных дивизий и 3 ракетные бригады. После 1964 года ракетные дивизии более не создавались.
В 1965 году были созданы 2 ракетные бригады.
Таким образом, в 1965 году к окончанию этапа становления РВСН в их составе находилось: 2 ракетные армии и 7 отдельных ракетных корпусов, в которые входили 40 ракетных дивизий и 5 ракетных бригад.

#### Вооружение
Заказчиком стратегического ракетного вооружения с 1960 года и до распада СССР было Главное управление ракетного вооружения (ГУРВО) РВСН.
В 1961 году на вооружение ракетных дивизий и бригад поступила ракета средней дальности первого поколения Р-14, которая имела дальность полёта, вдвое превышающую таковую у предшественницы Р-12, — 4500 вместо 2080 километров.
В 1963 году была принята на вооружение фактически первая для РВСН межконтинентальная баллистическая ракета Р-16, которая существенно повысила её боевые возможности. Принятая в 1960 году на вооружение ракета Р-7 из-за множества недостатков оказалась непригодной для несения боевого дежурства.
Также на вооружении оставались ракеты Р-5М и Р-12.

### 1965-1973 годы
На третьем этапе происходило развёртывание группировки межконтинентальных ракетных комплексов второго поколения с одиночными стартовыми площадками. В эти годы качественный рост РВСН позволил достичь военно-стратегического паритета.

#### Организационно-штатные реформы
В 1970 году произошло разукрупнение объединений. Произошёл переход от смешанной организации РВСН, где присутствовала и корпусная организация и армейская организация к полностью армейской организации. Все 7 существовавших ранее управлений отдельных армейских корпусов были расформированы с созданием на их основе 4 управлений ракетных армий.
В 1970 году РВСН получили организационно-штатную структуру, которая с малыми изменениями сохранилась до распада СССР:
- Главный штаб РВСН — г. Одинцово Московской области.

- 27-я гвардейская ракетная армия — г. Владимир:

- 8-я ракетная дивизия — п.г.т. Юрья, Кировская область;
- 10-я гвардейская ракетная дивизия — г. Кострома;
- 14-я ракетная дивизия — г. Йошкар-Ола Марийской АССР;
- 28-я гвардейская ракетная дивизия — г. Козельск Калужской области;
- 54-я гвардейская ракетная дивизия — г. Тейково Ивановской области;
- 60-я ракетная дивизия — п.г.т. Татищево Саратовской области.

- 31-я ракетная армия — г. Оренбург:

- 13-я ракетная дивизия — пос. Домбаровский Оренбургской области;
- 38-я ракетная дивизия — г. Державинск Тургайской области;
- 42-я ракетная дивизия — г. Нижний Тагил Свердловской области;
- 52-я ракетная дивизия — село Бершеть Пермского края;
- 59-я ракетная дивизия — г. Карталы Челябинской области;
- 17-я ракетная бригада — г. Шадринск Курганской области;
- 48-я ракетная бригада — село Сары-Озек Талды-Курганской области;
- 68-я ракетная бригада — г. Каттакурган Самаркандской области;
- 481-й отдельный ракетный полк — г. Актюбинск.

- 33-я гвардейская ракетная армия — г. Омск:

- 36-я гвардейская ракетная дивизия — г. Красноярск;
- 39-я гвардейская ракетная дивизия — пос. Пашино Новосибирской области;
- 41-я гвардейская ракетная дивизия — г. Алейск Алтайского края;
- 57-я ракетная дивизия — пос. Жангиз-тобе Семипалатинской области;
- 62-я ракетная дивизия — г. Ужур Красноярского края;
- 93-я ракетная бригада — г. Тюмень;
- 97-я ракетная бригада — село Итатка Томской области;
- 290-й отдельный ракетный полк — г. Омск.

- 43-я ракетная армия — г. Винница:

- 44-я ракетная дивизия — г. Коломыя Ивано-Франковской области;
- 19-я ракетная дивизия — пос. Раково Хмельницкой области;
- 50-я ракетная дивизия — г. Белокоровичи Житомирской обласиь;
- 46-я ракетная дивизия — г. Первомайск Николаевской области;
- 43-я гвардейская ракетная дивизия — г. Ромны Сумской области;
- 35-я ракетная дивизия — г. Орджоникидзе Северо-Осетинской АССР;
- 33-я ракетная дивизия — г. Мозырь Гомельской области;
- 37-я гвардейская ракетная дивизия — г. Луцк Волынской области;
- 60-й отдельный ракетный полк — село Пултовцы Винницкой области;
- 434-й отдельный ракетный полк — г. Первомайск Николаевской области.

- 50-я ракетная армия — г. Смоленск:

- 23-я гвардейская ракетная дивизия — г. Валга Эстонской ССР;
- 24-я гвардейская ракетная дивизия — г. Гвардейск Калининградской области;
- 29-я гвардейская ракетная дивизия — г. Шяуляй Литовской ССР;
- 31-я гвардейская ракетная дивизия — г. Пинск Брестской области;
- 32-я ракетная дивизия — г. Поставы Витебской области;
- 40-я ракетная дивизия — г. Остров Псковской области;
- 58-я ракетная дивизия — г. Каунас Литовской ССР;
- 49-я гвардейская ракетная дивизия — г. Лида Гродненской области,
- 7-я гвардейская ракетная дивизия — пос. Выползово Тверской области.

- 53-я ракетная армия — г. Чита:

- 4-я ракетная дивизия — п.г.т. Дровяная Читинской области;
- 47-я ракетная дивизия — п.г.т. Оловянная Читинской области;
- 27-я ракетная дивизия — г. Свободный Амурской области.

Всего на 1970 год РВСН состояли из 33 дивизий, 5 бригад и 4 отдельных полков сведённых 6 ракетных армий. Вне армейского подчинения находилась 98-я испытательно-боевая ракетная бригада, дислоцированная на космодроме Байконур.

#### Вооружение и оснащение
На третьем этапе развития руководством страны была поставлена задача превратить РВСН в «ракетный щит». С этой целью начались работы по разработке и испытанию новых межконтинентальных баллистических ракет второго поколения. Были поставлены цели повышения показателей боеготовности, защищённости, вероятности доведения приказов исполнительным звеньям, упрощение и удешевление эксплуатации ракетных комплексов. Все разрабатываемые ракеты планировалось применять на боевом дежурстве только в шахтных пусковых установках.
С целью экономии времени в развёртывании ракетных комплексов нового поколения правительство СССР приняло решение по строительству шахтных пусковых установок, командных пунктов и остальных элементов инфраструктуры, необходимых для обеспечения повседневной деятельности ракетных частей, до полного окончания испытаний ракет.
Данные меры позволили в короткие сроки провести перевооружение и поставить на боевое дежурство новые ракетные комплексы. В период с 1966 по 1968 годы количество поставленных на дежурство МБР выросло с 333 единиц до 909. К концу 1970 года их количество достигло 1.361 единиц.
Существенное повышение боевых возможностей РВСН произошло с принятием на вооружение МБР Р-36 и УР-100. Данные комплексы предназначались для поражения стратегических целей вероятного противника в первом ядерном ударе. Доля МБР в общем вооружении РВСН к 1970 году составила 74 %.
На 1973 год МБР находились в 1398 шахтных пусковых установках 26 ракетных дивизий. К этому времени была усовершенствована система боевого управления войсками и вооружением РВСН. Командные пункты соединений и объединений были оснащены автоматизированной системой, дававшей возможность осуществить принцип жёсткой централизации применения ракетно-ядерного оружия и исключить возможные случаи несанкционированного запуска ракет. Существенно повысилась надёжность доведения приказов главного командования исполнительным звеньям. Была разработана и внедрена автоматизированная система контроля технического состояния ракет и систем ракетных комплексов.

### 1973—1985 годы
Четвёртый этап характеризовался поступлением на вооружение РВСН межконтинентальных ракет третьего поколения с разделяющимися боеголовками и средствами преодоления противоракетной обороны, а также мобильными ракетными комплексами РСД-10.

#### Состояние РВСН
На данном этапе повышение боевой мощи и эффективности РВСН обеспечило стратегический баланс между СССР и США.
К середине 1970-х годов СССР смог достичь примерного ядерного паритета со США. Со второй половины 1970-х годов была начата модернизация баллистических ракет средней дальности. На вооружение был принят мобильный комплекс «Пионер» с ракетой РСД-10 на твёрдом топливе, с головной частью индивидуального наведения. Были сняты с боевого дежурства все ракеты Р-14 и Р-12У. При уменьшении общего количества ракет и суммарного тротилового эквивалента ядерных зарядов боевая эффективность РВСН только возросла.
Серьёзное влияние на развитие РВСН оказала внешняя политика СССР, руководство которого заявило об отказе применять первым ракетно-ядерное оружие, а также ограничения на модернизацию и разработку новых ракетных комплексов, заключённые в советско-американском договоре ОСВ-2. Отказ от применения ядерного оружия первым для РВСН означал, что при внезапном ядерном ударе противника ракетные войска будут вынуждены действовать в крайне тяжёлых условиях. Для выполнения задач по осуществлению ответно-встречного и тем более ответного ядерных ударов по противнику было необходимо значительно повысить живучесть ракетных комплексов в целом, стойкость ракет к поражающим факторам ядерного взрыва, надёжность систем боевого управления и связи.
Решение данных вопросов по модернизации находившихся на вооружении ракетных комплексов потребовало значительных финансовых и материальных затрат.

#### Вооружение
На четвёртом этапе на вооружение РВСН поступили ракетные комплексы третьего поколения, для которых характерно наличие разделяющейся боевой головной части.
На боевое дежурство были поставлены такие образцы как мобильный комплекс РСД-10, комплексы для шахтных пусковых установок УР-100Н, МР УР-100, Р-36М, Р-36М УТТХ.

### 1985-1992 годы
Заключительный этап существования РВСН СССР отмечен принятием на вооружение новых, более эффективных как стационарных так и мобильных ракетных комплексов четвёртого поколения. Также на данный этап приходился распад СССР с последовавшим прекращением существования вооружённых сил СССР.
В 1987 году между США и СССР был подписан договор о ликвидации ракет средней и меньшей дальности, реализация которого следовала в период до июля 1991 года.
12 ноября 1991 года указом президента СССР было озвучено создание нового вида вооружённых сил — Стратегических сил ядерного сдерживания, предполагавших объединение следующих структур:
- РВСН;
- формирования предупреждения о ракетном нападении;
- формирования контроля космического пространства;
- формирования противоракетной обороны;
- управление начальника космических средств.

В связи с последовавшим распадом СССР данный указ не был реализован.
27 марта 1992 года бывшие РВСН СССР вошли в состав Стратегических сил ОВС СНГ, которые по замыслу глав государств СНГ должны были объединить все стратегические ядерные силы бывшего СССР. Ввиду позиции Украины по данному вопросу создание единых стратегических сил оказалось сорванным.
19 августа 1992 года на основе формирований бывших РВСН СССР на территории России, Белоруссии и Казахстана были созданы ракетные войска стратегического назначения России.

#### Вооружение
Первым образцом ракетного комплекса четвёртого поколения стал МБР РТ-2ПМ «Тополь» мобильного базирования.
Начатые в середине 1970-х годов работы по созданию подвижного боевого железнодорожного ракетного комплекса (БЖРК) были реализованы только к ноябрю 1989 года, когда он был принят на вооружение. До принятия на вооружение один из БЖРК поступил на вооружение одного из полков 40-й ракетной дивизии в г. Костроме и встал на боевое дежурство. Кроме 40-й дивизии до распада СССР данный комплекс успел поступить на вооружение в 52-ю ракетную дивизию в Пермском крае и 36-ю ракетную дивизию в Красноярском крае (по 4 полка в каждой дивизии).
Состав ракетного полка БЖРК включал в себя железнодорожный состав из трёх тепловозов и 17 вагонов, включая три пусковые установки с ракетными комплексами РТ-23УГТХ (всего 12 ракет). Пусковые установки с ракетами располагались в 9 железнодорожных вагонах. Также в составе имелись командный пункт и вагоны с оборудованием систем обеспечения жизнедеятельности личного состава и поддержания ракет в боевой готовности при выполнении боевого дежурства.
В 1988 году начался процесс ликвидации баллистических ракет средней дальности. К началу 1988 года на боевом дежурстве состояло 65 ракет Р-12 и 405 РСД-10. Данные образцы как на боевом дежурстве, так и находившиеся на складском хранении ракеты подлежали уничтожению до середины 1991 года.
Ко второй половине 1990 года на вооружении РВСН находилось 2500 ракет и 10271 единица ядерных зарядов. Из данного числа основную часть составляли межконтинентальные баллистические ракеты — 1398 единиц с 6612 зарядами. Кроме того, в арсеналах СССР были боезаряды тактического ядерного оружия:
- ракеты «земля-земля» (по западной классификации — «Скад-Б», «Фрог», СС-20, СС-21) — 4300 единиц;
- артиллерийские снаряды и мины к миномётам калибра 152 мм, 203 мм, 240 мм — до 2000 единиц;
- ракеты «воздух-земля» и авиабомбы свободного падения для авиации ВВС — более 5000 единиц;
- крылатые противокорабельные ракеты, а также глубинные бомбы и торпеды — общего количества до 1500 единиц;
- снаряды калибра 152 мм береговой артиллерии и ракеты береговой обороны — общего количества 200 единиц;
- атомные фугасы и мины — до 14000 единиц.

#### Политика разоружения
С приходом к руководству СССР М. С. Горбачёва был положен процесс постепенных уступок США и НАТО в вопросах сокращения всех видов вооружения, включая и ядерные. Кризис власти сказался на состоянии как вооружённых сил СССР в целом, так и на РВСН, в частности. К началу 1990-х годов проблему составило нахождение относительно большого количества типов ракетных комплексов, а также большого количества их модификаций. Около 40 % всех МБР, находившихся на боевом дежурстве, относилось к устаревшим ракетам второго поколения и нуждалось в замене. Поступление на вооружение новых образцов замедлялось. Только треть дивизий успела получить современные на тот момент ракетные комплексы «Тополь».
В заключённом в июле 1991 года договоре США и СССР о 50 %-ном сокращении стратегических наступательных вооружений (СНВ-1) установлены равные пределы для сторон на общее число носителей ядерного оружия в 1600 единиц, в которых могло быть не более 6000 ядерных боезарядов. Также были установлены подуровни на некоторые типы вооружения. Было ограничено количество боевых блоков на МБР и общий суммарный забрасываемый вес ракет. По договору было запрещено создавать новые типы тяжёлых МБР, мобильных пусковых установок для имеющихся тяжёлых ракет и установок для скоростной перезарядки пусковых установок МБР.
США удалось навязать СССР ограничения на количество неразвёрнутых межконтинентальных баллистических ракет мобильного базирования и их пусковых установок. Количество ракет для мобильных установок было ограничено для СССР до 250, из числа которых 125 для боевых железнодорожных ракетных комплексов (БЖРК). Количество мобильных установок было ограничено до 110 и 18 для БЖРК.
По инициативе президента СССР Горбачёва, в РВСН было остановлено наращивание и модернизация МБР железнодорожного базирования, были сняты с боевого дежурства 503 МБР, 134 из которых имели головные части индивидуального наведения. Было запланировано сокращение общего числа ядерных боеголовок до 5000 (51,3 % — от первоначального).

#### Количественный состав формирований и вооружения РВСН на 1991 год
В июне 1990 года была расформирована 50-я ракетная армия вместе со всеми ракетными дивизиями, входившими в её состав, за исключением 7-й гвардейской ракетной дивизии, которая была переведена в состав 27-й гвардейской ракетной армии.
В составе РВСН находилось 30 ракетных дивизий, сведённых в 5 ракетных армий, а также 8 отдельных инженерно-испытательных частей:
- главный штаб РВСН — г. Одинцово Московской области;
- 2-я отдельная инженерно-испытательная часть — г. Плесецк Архангельской области;
- 4-я отдельная инженерно-испытательная часть — г. Ленинск Кзыл-Ординской области;
- 6-я отдельная инженерно-испытательная часть — г. Татарск Новосибирской области;
- 8-я отдельная инженерно-испытательная часть — г. Плесецк Архангельской области;
- 16-я отдельная инженерно-испытательная часть — г. Камышин Волгоградской области;
- 17-я отдельная инженерно-испытательная часть — г. Сморгонь Гродненской области;
- 19-я отдельная инженерно-испытательная часть — г. Ленинск Кзыл-Ординской области;
- 26-я отдельная инженерно-испытательная часть — г. Ленинск Кзыл-Ординской области.

- 27-я гвардейская ракетная армия — г. Владимир — в её составе:

- 7-я гвардейская ракетная дивизия — пос. Выползово Тверской области;
- 8-я ракетная дивизия — п.г.т. Юрья Кировской области;
- 10-я гвардейская ракетная дивизия — г. Кострома;
- 14-я ракетная дивизия — г. Йошкар-Ола республики Марий-Эл;
- 28-я гвардейская ракетная дивизия — г. Козельск Калужской области;
- 54-я гвардейская ракетная дивизия — г. Тейково Ивановской области;
- 60-я ракетная дивизия — п.г.т. Татищево Саратовской области.

- 31-я ракетная армия — г. Оренбург — в её составе:

- 13-я ракетная дивизия — пос. Домбаровский Оренбургской области;
- 38-я ракетная дивизия — г. Державинск Тургайской области;
- 42-я ракетная дивизия — г. Нижний Тагил Свердловской области;
- 52-я ракетная дивизия — дер. Бершеть Пермского края;
- 59-я ракетная дивизия — г. Карталы Челябинской области.

- 33-я гвардейская ракетная армия — г. Омск — в её составе:

- 35-я ракетная дивизия — г. Барнаул Алтайского края;
- 39-я гвардейская ракетная дивизия — пос. Пашино Новосибирской области;
- 41-я гвардейская ракетная дивизия — г. Алейск Алтайского края;
- 57-я ракетная дивизия — пос. Жангиз-Тобе Семипалатинской области;
- 62-я ракетная дивизия — г. Ужур Красноярского края.

- 43-я ракетная армия — г. Винница — в её составе:

- 19-я ракетная дивизия — село Раково Хмельницкой области;
- 32-я ракетная дивизия — г. Поставы, Витебской области;
- 33-я ракетная дивизия — г. Мозырь, Гомельской области;
- 37-я гвардейская ракетная дивизия — г. Луцк, Волынской области;
- 43-я гвардейская ракетная дивизия — г. Ромны, Сумской области;
- 46-я ракетная дивизия — г. Первомайск, Николаевской области;
- 49-я ракетная дивизия — г. Лида, Гродненской области;
- 50-я ракетная дивизия — г. Белокоровичи, Житомирской области.

- 53-я ракетная армия — г. Чита — в её составе:

- 4-я ракетная дивизия — п.г.т. Дровяная, Читинской области;
- 23-я гвардейская ракетная дивизия — г. Канск, Красноярский край;
- 27-я ракетная дивизия — г. Свободный, Амурской области;
- 29-я гвардейская ракетная дивизия — г. Иркутск;
- 36-я гвардейская ракетная дивизия — г. Красноярск.

По данным западных экспертов, личный состав РВСН на 1990 год оценивался в 260000 человек, а на вооружении РВСН находились ракетные комплексы в следующем количестве:
- УР-100 (SS-11 mod.1 Sego) — 1.398;
- РТ-2 (SS-13 mod.1 Savage) — 60;
- МР УР-100 (SS−17 mod.1, 2 Spanker) — 75;
- Р-36М (SS-18 mod.1, 2, 3 Satan) — 308;
- УР-100Н (SS-19 mod.1 Stiletto) — 320;
- РТ-23УТТХ (SS-24 mod 3, mod. 2 Scalpel) — около 60[16];
- РТ-2ПМ (SS-25 Sickle) — около 225;
- РСД-10 (SS-20 mod.1 Saber) — 174.

#### Раздел РВСН СССР
После распада СССР в феврале 1992 года было предложено о создании Объединённых вооружённых сил СНГ (ОВС СНГ), в состав которых должны были войти бывшие Ракетные войска стратегического назначения СССР. Однако, созданные ОВС СНГ по причине разногласий между руководствами республик просуществовали лишь до сентября 1993 года. В связи с невозможностью сохранения Объединённых вооружённых сил СНГ, возникла угроза появления новых ядерных держав, так как вместо прежнего СССР на его территории возникло 4 государства, которые имели право претендовать на владение ядерным оружием:
- Россия — на её территории размещались 961 пусковая установка (73 % от общего количества);
- Украина — 43-я ракетная армия, 176 шахтных пусковых установок с 1.272 ядерными боезарядами;
- Белоруссия — 3 ракетные дивизии (81 мобильная пусковая установка);
- Казахстан — 2 ракетные дивизии (52 шахтные пусковые установки).

Согласно заключённому в мае 1992 года Лиссабонскому протоколу, который был ратифицирован в Казахстане и Белоруссии, они отказались от ядерного вооружения с его передачей России.
Украина пошла иным путём и в декабре 1992 года заявила о праве собственности на ядерное вооружение, находящееся на её территории. 5 апреля 1992 года министерство обороны Украины включило в состав вооружённых сил Украины 43-ю ракетную армию. В январе 1993 года правительство Украины в ходе межгосударственных переговоров отказалось от ядерного вооружения.
Кроме 43-й ракетной армии Украине отошло входившее в состав бывших РВСН СССР Харьковское высшее военное командно-инженерное училище.
В период с 1996 по 1999 годы с боевого дежурства было снято 13 ракетных полков со всеми шахтными пусковыми установками. Были ликвидированы 111 ракет РС-18 и переданы в Россию 19 ракет. В августе 2002 года 43-я ракетная армия была расформирована.
Встречающееся в некоторых российских источниках утверждение о том, что ракетные части, дислоцированные на территории Казахстана, Белоруссии и Украины, были выведены на территорию России, не вполне соответствует действительности. На российскую территорию из Казахстана и Украины были вывезены только ядерные боеголовки для последующей утилизации. Мобильные ракетные комплексы «Тополь», имевшиеся в трёх дивизиях на территории Белоруссии, не уничтожались и были вывезены в Россию. Почти все соединения РВСН, оказавшиеся за пределами России, были для неё потеряны и расформированы в местах дислокации. Исключение коснулось только одного соединения 43-й ракетной армии, а именно 49-й гвардейской ракетной дивизии, которая поэтапно была выведена на российскую территорию и также была  расформирована к концу 1995 года.

## Подготовка кадров для РВСН СССР

### Подготовка младших специалистов
Управление боевой подготовки РВСН руководило подготовкой младших специалистов, которая осуществлялась в 10 учебных центрах:
- 47-й учебный центр — г. Остров Псковской области;
- 80-й учебный центр — г. Котовск Одесской области;
- 82-й учебный центр — г. Павлоград Днепропетровской области;
- 90-й учебный центр — г. Переславль-Залесский Ярославской области;
- 98-й учебный центр — дер. Мышанка Гомельской области;
- 183-й учебный центр — г. Мирный Архангельской области;
- 69-я автомобильная школа — г. Котовск Одесской области;
- 150-я автомобильная школа — п.г.т. Капустин Яр Астраханской области;
- 161-я школа техников — г. Елгава в Латвии;
- 304-я военная школа младших специалистов — г. Лебедин, Сумская область.

### Подготовка офицерского состава
Подготовка и обучение младшего офицерского состава (с присвоением воинского звания лейтенант) на 1991 год проходили в следующих 7 высших военных училищах:
- Ростовское высшее военное командно-инженерное училище ракетных войск имени главного маршала артиллерии Неделина М. И.;
- Рижское высшее военно-политическое Краснознаменное училище имени маршала Советского Союза Бирюзова С. С.;
- Харьковское высшее военное командно-инженерное училище ракетных войск имени маршала Советского Союза Крылова Н. И.;
- Серпуховское высшее военное командно-инженерное училище ракетных войск;
- Пермское высшее военное командно-инженерное училище ракетных войск имени маршала Советского Союза Чуйкова В. И.;
- Ставропольское высшее военное инженерное училище связи имени 60-летия Великого Октября;
- Краснодарское высшее военное командно-инженерное училище ракетных войск.

В 1960-е годы количество высших военных училищ, в которых проходило обучение лейтенантов для РВСН, достигало 13. Кроме военных училищ кадры для РВСН брались в 11 технических высших учебных заведениях (например, в МФТИ), в которых подготовка осуществлялась на военной кафедре.
Повышение квалификации старшего офицерского состава осуществлялась на факультетах трёх военных академий:
- Военная академия имени Ф. Э. Дзержинского;
- Военный инженерный Краснознаменный институт имени А. Ф. Можайского — до 1982 года;
- Военно-политическая академия имени В. И. Ленина;
- Военная академия радиационной, химической и биологической защиты имени Маршала Советского Союза С. К. Тимошенко.

## Командование РВСН СССР
Список высшего руководства ракетными войсками стратегического назначения вооружённых сил СССР.

### Главнокомандующие
- декабрь 1959 г. — октябрь 1960 г. — главный маршал артиллерии М. И. Неделин;
- октябрь 1960 г. — апрель 1962 г. — Маршал Советского Союза К. С. Москаленко;
- апрель 1962 г. — март 1963 г. — Маршал Советского Союза С. С. Бирюзов;
- март 1963 г. — февраль 1972 г. — Маршал Советского Союза Н. И. Крылов;
- апрель 1972 г. — июль 1985 г. — генерал армии, с 1983 главный маршал артиллерии В. Ф. Толубко;
- июль 1985 г. — февраль 1992 г. — генерал армии Ю. П. Максимов.

### Начальники главного штаба РВСН
- май 1960 г. — декабрь 1962 г. — генерал-лейтенант артиллерии, с 1961 г. генерал-полковник артиллерии Никольский Михаил Александрович;
- декабрь 1962 г. — июнь 1966 г. — генерал-лейтенант авиации Ловков Михаил Александрович;
- июнь 1966 г. — сентябрь 1976 г. — генерал-лейтенант, с 1967 г. генерал-полковник Шевцов Александр Григорьевич;
- сентябрь 1976 г. — июль 1987 г. — генерал-полковник Вишенков Владимир Михайлович;
- июль 1987 г. — февраль 1992 г. — генерал-лейтенант, с 1988 г. генерал-полковник Кочемасов Станислав Григорьевич.

### Члены военного совета РВСН СССР
- июнь 1960 г. — май 1963 г. — генерал-полковник Ефимов Павел Иванович;
- май 1963 г. — декабрь 1966 г. — генерал-лейтенант авиации Лаврёнов Иван Ананьевич;
- апрель 1967 г. — май 1970 г. — генерал-полковник Егоров Никита Васильевич;
- август 1970 г. — декабрь 1985 г. — генерал-лейтенант, с 1972 г. генерал-полковник Горчаков Пётр Андреевич;
- декабрь 1985 г. — апрель 1991 г. — генерал-полковник Родин Виктор Семёнович.